# Antonino Gullotti
Antonino Gullotti (ur. 14 stycznia 1922 w Ucrii, zm. 9 sierpnia 1989 w Rzymie) – włoski polityk i prawnik, długoletni deputowany, minister w różnych resortach.

## Życiorys
Ukończył studia prawnicze, praktykował jako adwokat. Działał w Chrześcijańskim Stowarzyszeniu Pracowników Włoskich, był sekretarzem ACLI w prowincji. Dołączył do Chrześcijańskiej Demokracji, był jej sekretarzem w prowincji Mesyna (od 1951), sekretarzem regionalnym na Sycylii (od 1954) i sekretarzem do spraw organizacyjnych we władzach krajowych (od 1969). W 1958 uzyskał po raz pierwszy mandat posła do Izby Deputowanych. Siedmiokrotnie z powodzeniem ubiegał się o reelekcję, zasiadając w niższej izbie włoskiego parlamentu do czasu swojej śmierci w 1989 jako deputowany III, IV, V, VI, VII, VIII, IX i X kadencji.
W randze ministra był członkiem dziesięciu rządów. Pełnił funkcję ministra robót publicznych (od czerwca 1972 do lipca 1973 oraz od lutego 1976 do marca 1978), ministra zasobów państwowych (od lipca 1973 do listopada 1974), ministra zdrowia (od listopada 1974 do lutego 1976), ministra poczty i telekomunikacji (od marca 1978 do marca 1979), a także ministra kultury (od sierpnia 1983 do lipca 1987).